# Scindapsus maclurei
Scindapsus maclurei là một loài thực vật có hoa trong họ Ráy (Araceae). Loài này được (Merr.) Merr. & F.P.Metcalf miêu tả khoa học đầu tiên năm 1945.